# 立憲政友会本部放火事件
立憲政友会本部放火事件（りっけんせいゆうかいほんぶほうかじけん）とは、1919年（大正8年）10月7日午前1時ごろ、東京市芝区芝公園五号地（現在の東京都港区芝公園一丁目）に所在した立憲政友会本部が放火され、焼失した事件である。

## 事件の概要

### 出火の発見
1919年（大正8年）10月7日午前2時15分ごろ、立憲政友会本部において、使用人として雇用されていた串田斧吉の長男である串田敏次郎（当時24歳）と次男である串田亀三郎（当時13歳）の両名が、政友会本館が炎上しているのを発見した。しかし、出火が確認されたころには、政友会本館の2階部分まで炎が達しており、政友会の党資料などの重要書類や2階娯楽室に掲示されていた、伊藤博文、板垣退助、西園寺公望、松田正久、長谷場純孝、植木枝盛、星亨の肖像画7点が焼失した。
なお、このとき、串田敏次郎、串田亀三郎の兄弟は、政友会本館2階大広間に掲示されていた御真影を退避させるため、炎上している本館に突入し、政友会本部の正面に所在する芝愛宕警察署に御真影を移すことに成功した。この行為に対して、当時、貿易会社「松昌洋行」の代表を務める山本唯三郎から金100円を、被災した立憲政友会を通じて、串田兄弟に届け、その行為を表彰したと当時の新聞は報じている。
消火活動は、警視庁消防部（現在の東京消防庁の前身、当時の消防組織は警察の一部署）によって行われ、ポンプ消防車による消火活動の支援によって、同日午前3時15分ごろ、鎮火した。

### 被害
立憲政友会本部の焼失によって、党運営に関係する書類などの重要資料、肖像画や調度品などの什器が焼失したほか、政友会本部建物が全焼し、被害額は金10万円（当時）相当といわれている。
この事件によって焼失した政友会本部を構成する建物は、1889年（明治22年）ごろ、京橋区築地に移転した水交社元所有の建物であり、その後、国民協会本部、東京市会議員である檜山鉄三郎の個人所有、憲政党本部と、その所有が移り、最終的に立憲政友会本部の建物となったとされている。

### 立憲政友会の対応
7日早朝、立憲政友会は、その本部を芝公園内に所在する三縁亭から借り上げた部屋に移転した。翌8日、政友会総務委員を務める元田肇、岡崎邦輔、小川平吉、川原茂輔、および、望月圭介政友会幹事長、島田俊雄、前田米蔵の両幹事らは、協議の上、全国の党員有志から寄付金を募り、具体的な寄付金を以って、政友会本部を再建することを決定した。

## 犯罪捜査の開始

### 初期捜査
警視庁は、正力松太郎刑事課長を事件が発生した地域を管轄する芝愛宕警察署に出張させ、使用人として働いていた串田兄弟を参考人として取調べに当たり、事件および事故の両方の側面から捜査を開始した。火元は、政友会本部玄関左に位置する調査室とみられ、事件当日の南西からの風によって、本館に延焼したと考えられた。事件前日は政友会の会合が開催されておらず、また、事件発生の4、5日前に、電気工事のため業者が出入りしていた、という政友会関係者の証言から、漏電による事故の可能性が指摘された。しかし、後に、警視庁および他の警察署に対して、政友会本部の放火をほのめかす投書が送られたことから、事件として捜査を行うことになった。

### 被疑者の逮捕
11月7日、警視庁は、国際労働会議代表反対運動の結果、官選の「労働者代表」として就任した桝本卯平に対する反対活動によって、治安警察法違反により同庁に拘束後、東京監獄に収監されていた河本恵治（当時23歳）の筆跡が、先の放火を示唆する投書の文体と類似している点に着目した。その後、筆跡鑑定の結果、両者は一致したという報告が挙がり、同庁は、河本を放火事件の犯人と推定し、背後関係を捜査することになった。
取調べの当初、河本は黙秘を続けていたが、同月8日、犯行の一部について自白し、犯行に関係する人物の名を挙げた。警視庁は、翌9日にかけて、京橋区日吉町（現・中央区銀座8丁目6番周辺）にある政治結社「国民義会」の城南荘関係者の背後関係を捜査した。その結果、芝区芝白金三光町に居住する桂虎次郎（当時50歳）、麻布区我善坊に居住する河野己市（こうのきいち）城南荘幹事、牛込区河田町（現在の新宿区河田町）に居住する、前鳥取県選出代議士渡邊芳造（当時59歳）の家屋を家宅捜査し、3名を警視庁に移送後、同庁において取調べを行った。取調べの結果、桂虎次郎、渡邊芳造の両名が、放火事件に関係している可能性が強まり、両名を逮捕した。

## 事件の経緯
この節は、被告人が刑事裁判を受けるべき理由が示された予審決定書の記述に依る。
被告人である河本恵治は、立憲政友会を与党とする原内閣の施政方針に反感を抱き、このまま政権が維持されれば国家の基礎に悪影響を与えかねないと思うようになった。1919年（大正8年）8月ごろ、政友会本部を焼損させる決意を固め、放火の趣旨を記載した檄文を作成し、これを東京市内に散布することで世論を興そうとしたものの、被告人の現状では檄文作成が困難であることが判明した。同年9月ごろ、同郷の先輩である被告人渡邊芳造を頼ることになり、渡邊の紹介によって、河本は、被告人桂虎次郎に対して、檄文の印刷を依頼した。
9月27日、東京市京橋区日吉町に所在する城南荘において、河本は、渡辺および桂の両被告と会見を行い、政友会本部を焼損させる計画を発表し、以前より原内閣の施政に反感を抱く両人の賛同を得た。渡邊および桂両被告は、政友会本部を焼損させれば内閣は動揺し、人心を緊張させることになることを示唆し、河本は大言壮語するだけではなく計画を実行すべきであると、彼を扇動した。両被告は河本の情を知り、彼の犯行の一助とするため、「第一の烽火は芝公園の一角に揚らん」などの文章を考案し、檄文に挿入し、約200枚を印刷した。
10月1日、両被告は印刷した檄文約200枚を河本に交付し、翌2日、放火のための材料購入に充てることを予期した上で、河本に対して金20円を与え、これを助勢した。同日、河本は東京府千住に向かい、放火の用途とする「チャスター印」石油缶一缶、麻袋と麻縄、竹行李を購入し、石油缶を竹行李に入れ、同日夕方、自宅に保管場所が存在しないため、渡邊宅にこれを持ち込み、その保管を依頼した。渡邊は、その目的を知りながら、石油缶を保管する場所を提供することに同意し、10月6日までこれを保管した。
10月6日夜、河本は、犯行を決行するため、渡邊宅から石油缶入り竹行李を受け取り、東京市芝区芝公園五号地に所在する立憲政友会本部の裏手に至った。同本部の東南にある竹藪に入り、同所において、石油缶の蓋を切り開け、放火が可能な状態に置いた。10月7日午前1時ごろ、同本部に設置された調査室南方のガラス窓を蹴破り、石油缶を投げ入れ、石油を散布した。その後、石油を染み込ませた新聞紙にマッチを以って火を着け、これを麻袋の上に乗せ、調査室に投げ入れ放火した。

## 刑事裁判

### 予審
12月27日、東京地方裁判所予審判事の団野新之は、被告人らの行為は、被告人河本恵治に対して刑法108条が定める現住建造物放火罪、被告人桂虎次郎に対して現住建造物放火幇助ならびに刑法169条が定める偽証罪、被告人渡邊芳造に対して現住建造物放火幇助、刑法104条が定める証拠隠滅罪ならびに偽証罪が該当するという予審を終結した。その後、1921年（大正10年）1月下旬ごろに、東京地方裁判所において、公判に付すことを決定した。

#### 桂虎次郎・渡邊芳造に対する鑑定留置処分
被告人である桂虎次郎および渡邊芳造は、高齢であることを理由として、その身体を鑑定するため、刑事訴訟法167条に基づく、病院に留置される鑑定留置処分が下された。詳細は法律上の身柄拘束処分の一覧を参照

### 公判

#### 判決
1921年（大正10年）2月3日、東京地方裁判所における審理の終了によって、被告人河本恵治に対して懲役15年、被告人渡邊芳造に対して懲役2年執行猶予3年の判決が下された。